# Firth of Lorne

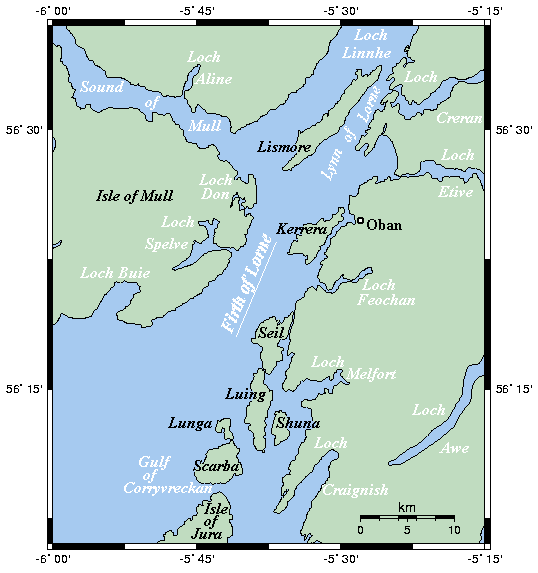
The Firth er andere dichtbijgelegen waterwegen

The Firth of Lorn (the Lorne) is een wateroppervlakte aan de westkust van Schotland, in Argyll and Bute. Het ligt tussen het eiland Mull in het noordwesten en de eilanden Kerrera, Seil en Luing (the Slate Islands) samen met delen van het Schotse vasteland ten zuidwesten van Oban aan de zuid-oost kant. De breedte van de Firth's varieert van 5 tot 10 kilometer. Het is ongeveer 25 kilometer lang.

## Geografie
Het lange smalle bekken dat het Firth vormt is het onderdeel van the Great Glen Fault, die door the Great Glen en Loch Linnhe loopt voordat hij samenvoegt met the Firth of Lorn, vanwaar hij verder naar het zuidwesten door heel Ierland loopt. 
Het noordoosten einde van the Firth's vormt een kruispunt met een aantal andere armen van de zee, namelijk Loch Linnhe, the Lynn van Lorne, Loch Etive, en the Sound of Mull. Loch Spelve en Loch Don, die zich op het eiland Mull bevinden en Loch Feochan op het vasteland zijn inhammen van the Firth of Lorn. Aan de zuidoost kant zijn er ook diverse kanalen in de Slate Islands.

## Klimaat
De getijden in en rond the Firth of Lorn veroorzaken een aantal verschijnselen, zoals the Falls of Lora aan de uitlaat van Loch Etive en draaikolken en staande golven in de Golf van Corryvreckan tussen Scarba en Jura.